# Lisa Misipeka
Lisa Misipeka (Samoa Americana, 3 de enero de 1975) es una atleta de Samoa Americana, especialista en la prueba de lanzamiento de martillo en la que ha logrado ser medallista de bronce del mundo en 1999.

## Carrera deportiva
En el Mundial de Gotemburgo 1995 ganó la medalla de bronce en el lanzamiento de martillo, con una marca de 66.06 metros, tras la rumana Mihaela Melinte (oro con 75.20 metros) y la rusa Olga Kuzenkova (plata con 72.56 metros).